# Keshoraipatan
Keshoraipatan (Hindi केशवरायपाटन) ist eine knapp 30.000 Einwohner zählende Stadt im Süden des indischen Bundesstaats Rajasthan.

## Lage und Klima
Die Stadt Keshoraipatan liegt auf dem Nordufer des Chambal knapp 20 km (Fahrtstrecke) nordöstlich von Kota in einer Höhe von etwa 260 m. Das Klima ist warm und trocken; Regen (ca. 760 mm/Jahr) fällt nahezu ausschließlich während der sommerlichen Monsunzeit.

## Bevölkerung
| Jahr      | 1991   | 2001   | 2011   |
| Einwohner | 15.748 | 21.163 | 24.627 |

Die Hindi und Urdu sprechende Bevölkerung besteht zu etwa 74,5 % aus Hindus, zu gut 22 % aus Moslems und zu ca. 2,5 % aus Sikhs; zahlenmäßig kleine Minderheiten bilden Christen, Sikhs, Buddhisten und andere. Wie bei Volkszählungen im Norden Indiens üblich, liegt der männliche Bevölkerungsanteil etwa 7 % höher als der weibliche.

## Wirtschaft
Rund um die Stadt werden in der Hauptsache Baumwolle, Hirse, Weizen, Koriander und Ölsaaten angebaut. Die Stadt selbst dient als Zentrum für Handwerk, Handel und Dienstleistungen aller Art, wobei vor allem der Pilgertourismus eine bedeutende Rolle spielt.

## Geschichte
Die Geschichte des Ortes oder der Stadt liegt im Dunkeln. Die erhöhte Lage am Fluss dürfte jedoch schon die Menschen früherer Jahrhunderte veranlasst haben, hier zu beten und/oder zu siedeln. Der am Chambal-Ufer gelegene Keshava- oder Vishnu-Tempel wurde im Jahr 1601 von Rao Raja Chattar Sal von Bundi erneuert; er ist eine der bedeutendsten Pilgerstätten ganz Rajasthans.

## Sehenswürdigkeiten
- Der Komplex des Keshav Rai Tempels entstand vom 14. bis 17. Jahrhundert. Demzufolge existiert ein Stil-Mix aus traditioneller Hindu-Architektur mit indo-islamischen Elementen. Die zum Fluss hinabführenden Treppen (ghats) werden alljährlich während der Monsunzeit überflutet; andere Teile machen einen eher festungsartigen Eindruck.
- Zahlreiche weitere alte Tempel stehen in der Stadt.